# صحيفة الرياضية السورية
الرياضية صحيفة رياضية سورية نصف أسبوعية تصدر عن شركة سوريانا محدودة المسؤولية كل صباح السبت والثلاثاء من 16 إلى 40 صفحة من القطع النصفي.

## تاريخ الصحيفة
صدر العدد صفر من صحيفة الرياضية في 1 كانون الثاني 2002 طبعت الصحيفة 50 ألف نسخة من عددها الأول ولم يتجاوز المرتجع منه 10%، بدأت الصحيفة بالصدور مرة واحدة أسبوعيًا لكن نتيجة الإقبال الجماهيري عليها قررت منذ عددها الخامس والسبعين الصدور مرتين أسبوعيًا.

## عدد النسخ المطبوعة
تطيع الصحيفة حوالي 90 ألف نسخة لكل من إصداري السبت والثلاثاء.

## سمات الصحيفة
تهتم الصحيفة بالأخبار والتقارير الإخبارية بنسبة 24%، وبالتحقيقات بنسبة 21%، وبالزوايا الثابتة بنسبة 17%، وهو ما يشير إلى تحقيق التوازن الإعلامي بالمواد المنشورة، كما تغطي الصحيفة بالأحداث الرياضية المحلية بنسبة 37%، وبالأحداث الرياضية العربية بنسبة 20%، والعالمية بنسبة 23%. تهتم الصحيفة بأخبار كرة القدم بنسبة 32% يليها في الاهتمام كرة السلة والطائرة واليد بنسب متقاربة، تقوم الصحيفة بالتعليق على حوالي 70% من الأخبار المنشورة.
يتراوح عدد الصور المنشورة في صفحات العدد الواحد منها ما بين 50 – 70 صورة، ومعظم الصور ملونة وبطباعة جيدة، تقوم الصحيفة بطباعة عناوينها بألوان مختلفة تأخذ في الغالب لون الزي الموحد للفريق الذي يتم الحديث عنه، تصل نسبة المساحة الإعلانية في الصحيفة إلى 56% وهي بذلك تتجاوز التوصيات بألا تزيد مساحة الإعلان عن 30% من مساحة المطبوعة.

## موقع الصحيفة على الإنترنت
جريدة الرياضية سورية